# Тім Чоу
Тімоті Александер Чоу (китайське ім'я — Чоу Тіньян) (кит.: 周定洋 / англ. Timothy Alexander Chow; нар. 18 січня 1994, Віган, Англія) — тайваньський та англійський футболіст, півзахисник клубу Китайської Суперліги «Чендун Синчен». Народився в Англії, але з листопада 2017 року виступає на міжнародному рівні Китайський Тайбей.
Виступав, зокрема, за «Віган Атлетік» та «Росс Каунті».

## Клубна кар'єра

### «Віган Атлетік»
Народився у Вігані, Великий Манчестер, у батька китайського походження та матері-англійки. Розпочав свою кар’єру у клубі з рідного міста «Віган Атлетік», до складу якого приєднавшись у 9-річному після того, як скаут «Вігана» його помітив під час виступів за «Блекбрук». Просувався через юнацькі системі в клубі та підписав свій перший професіональний контракт у 2012 році, з яким підписав 2-річну угоду.
Вперше потрапив до заявки першої команди (залишився на лаві запасних) 12 серпня 2014 року у програному (1:2) виїзному поєдинку першого раунду Кубку ліги проти представника Другої ліги «Бертон Альбіон» на стадіоні Піреллі. Наступного року отримав виклик 3 січня 2015 року в програному (0:1) матчі третього раунду Кубку Англії проти принципового суперника «Болтон Вондерерз» на стадіоні «Макрон», але знову залишився на лаві запасних.
Дебютував за клуб під час свого першого виклику на чемпіонат 14 квітня 2015 року, вийшовши на заміну Джермейна Пеннанта на останні дев’ять хвилин у поєдинку Чемпіоншипу у програному (0:2) виїзному поєдинку проти «Міллволла» на Нью-Дені. Чотири дні потому вперше вийшов у стартовому складі в першому матчі на стадіоні Ді-Дабл-Ю проти «Брайтон енд Гоув Альбіон». На 26-й хвилині відзначився своїм першим голом, відкривши рахунок у переможному (2:1) матчі, ударом головою після навісу Пеннента.
Ще в квітні головний тренер «Вігана» Малкі Маккей сказав Чоу, що він залишить клуб вільним агентом по завершенні сезону. Однак новий тренер Гері Колдвелл запропонував йому новий контракт. В інтерв'ю BBC Radio Manchester Тім сказав, що «у мене було декілька інших варіантів, і я фактично шукав новий клуб на літо, але це стара весела гра, чи не так?».

### «Росс Каунті»
25 серпня 2016 року підписав дворічний контракт з клубом шотландського Прем'єршипу «Росс Каунті». Дебютував за команду з Дінгволла два дні по тому, замінив на 59-й хвилині Крістофа Рютіе в програному (0:1) поєдинку проти «Гамільтон Академікал». 15 жовтня на 21-й хвилині програного (0:4) поєдинку проти «Абердина» отримав червону картку за порушення правил проти Джонні Гейса. Дебютним голом за клуб відзначився 21 січня 2017 року в переможному (6:2) матчі Кубку Шотландії проти «Данді Юнайтед». У червні 2018 року, по завершенні контракту, залишив «Каунті»

### «Спартак» (Суботиця)
Влітку 2018 року відправився на перегляд до сербського клубу «Спартак» (Суботиця). Після вдалого перегляду попросив відкласти перехід через можливість підписати контракту з іспанською командою Ла-Ліги «Депортіво Алавес». Коли «Спартак» після перемоги над «Спартою» (Прага) пройшов до третього раунду Ліги Європи УЄФА 2018/19, а перехід до «Алавеса» все ще залишався під питанням, вирішив підписати контракт із «Спартаком», ставши на початку серпня їхнім останнім підсиленням разом із гравцем юнацької збірної України Сергієм Кулиничем. Після відходу з клубу побував на перегляді в представника шотландського Чемпіоншипа «Інвернесс»

### «Хенань Суншань»
У 2019 році перейшов до представника китайської Суперліги «Хенань Суншань», але через процедурні труднощі не зміг грати за клуб до 3-го туру чемпіонату. Завершив сезон з 2-ма забитими м'ячами. Дебютним голом за «Хенань» відзначився в поєдинку 6-го туру Суперліги проти «Тяньцзінь Цзіньмень Тайгер»

### «Чендун Синчен»
25 квітня 2022 року приєднався до клубу китайської Суперліги «Чендун Синчен».

## Кар'єра в збірній
У 2017 році за допомогою тайванського скаута Чень Цзямінг (Джинола Чен, нині ведучиф футбольної програми на Elda Sports), 30 жовтня 2017 року отримав громадянство Республіки Китай. Отримав виклик до національної збірної на гру проти Туркменістану 14 листопада 2017 року. Хоча він розпочав гру у стартовому складі, але не зміг запобігти поразці з рахунком 1:2, через яку китайський Тайбей не зміг кваліфікуватися на Кубок Азії 2019 року.
У домашньому кваліфікаційному матчі Кубку Азії 2018 проти Сінгапуру спочатку очікувалося, що Чоу Тіньян буде викликаний на гру, але Футбольна асоціація повідомила його, що він не з'явився 20 березня й викликали для дачі пояснень. 23 березня заслухали аудіозапис його спілкування з головним тренером Гері Вайтом, але його все одно вирішили викликали. Чжоу Дін'ян висловив своє розчарування та вважав, що він і Футбольна асоціація не досягли консенсусу щодо процедура виклику. У вересні 2019 року Футбольна асоціація Республіки Китай, яка була реорганізована та замінила свого головного тренера, виступила із заявою про вибачення перед Чжоу Дін'яном надала коментар у ЗМІ через Фан Цзінженя, тодішнього генерального секретаря футбольної асоціації. Асоціація та помічник тренера епохи Гері Вайта зазначив: «Я не знаю всієї історії, оскільки Уайт особисто зв’язався з Чоу Тіньяном... Головний тренер чітко заявив, що йому не потрібно використовувати Чжоу Дін'яна. Як ми можемо запитувати більше».

## Особисте життя
Чоу має три чверті англійського походження та одну чверть — китайського завдяки своєму діда, родом із міста Нінбо, провінція Чжецзян, який після завершення Другої світової війни переїхав спочатку на Тайвань, а потім — до Великої Британії. Було доведено, що Чоу має тайванське громадянство після того, як він відправився в Нінбо шукати свідоцтво про народження свого діда . Тім оголосив, що він зацікавлений на міжнародному рівні представляти Китайський Тайбей, що футболіст згодом й зробив.

## Статистика виступів

### Клубна
Станом на 31 грудня 2020
| Клуб              | Сезон             | Ліга                 | Ліга  | Ліга | Нац. кубок | Нац. кубок | Кубок ліги | Кубок ліги | Інші  | Інші | Загалом | Загалом |
| Клуб              | Сезон             | Дивізіон             | Матчі | Голи | Матчі      | Голи       | Матчі      | Голи       | Матчі | Голи | Матчі   | Голи    |
| ----------------- | ----------------- | -------------------- | ----- | ---- | ---------- | ---------- | ---------- | ---------- | ----- | ---- | ------- | ------- |
| «Віган Атлетік»   | 2014–15           | Чемпіоншип           | 4     | 1    | 0          | 0          | 0          | 0          | —     | —    | 4       | 1       |
| «Віган Атлетік»   | 2015–16           | Перша ліга           | 11    | 0    | 0          | 0          | 0          | 0          | 2     | 0    | 13      | 0       |
| «Віган Атлетік»   | 2016–17           | Чемпіоншип           | 1     | 0    | 0          | 0          | 1          | 0          | —     | —    | 2       | 0       |
| «Віган Атлетік»   | Загалом           | Загалом              | 16    | 1    | 0          | 0          | 1          | 0          | 2     | 0    | 19      | 1       |
| «Росс Каунті»     | 2016–17           | Прем'єршип Шотландії | 30    | 1    | 2          | 1          | 0          | 0          | —     | —    | 32      | 2       |
| «Росс Каунті»     | 2017–18           | Прем'єршип Шотландії | 14    | 1    | 1          | 0          | 5          | 0          | —     | —    | 20      | 1       |
| «Росс Каунті»     | Загалом           | Загалом              | 44    | 2    | 3          | 1          | 5          | 0          | 0     | 0    | 52      | 3       |
| «Спартак» (С)     | 2018–19           | Суперліга Сербії     | 6     | 0    | 1          | 0          | 0          | 0          | 2     | 0    | 9       | 0       |
| «Хенань Суншань»  | 2019              | Китайська Суперліга  | 26    | 2    | 0          | 0          | —          | —          | —     | —    | 26      | 2       |
| «Хенань Суншань»  | 2020              | Китайська Суперліга  | 17    | 0    | 0          | 0          | —          | —          | —     | —    | 17      | 0       |
| «Хенань Суншань»  | Загалом           | Загалом              | 43    | 2    | 0          | 0          | 0          | 0          | 0     | 0    | 43      | 2       |
| Усього за кар'єру | Усього за кар'єру | Усього за кар'єру    | 109   | 5    | 4          | 1          | 6          | 0          | 4     | 0    | 123     | 6       |

1. ↑  Матчі в Трофеї Футбольної ліги
2. ↑  Матчі в Лізі Європи УЄФА 2018/19

### У збірній
| Дата       | Місто      | Господарі    | Результат | Гості             | Турнір                    | Голи | Примітки |
| ---------- | ---------- | ------------ | --------- | ----------------- | ------------------------- | ---- | -------- |
| 14-11-2017 | Балканабат | Туркменістан | 2 – 1     | Китайський Тайбей | Відбір до Кубка Азії 2019 | -    |          |
| Усього     |            | Матчів       | 1         |                   | Голів                     | 0    |          |

## Досягнення
«Віган Атлетік»
- Перша ліга Англії
  -  Чемпіон (1): 2015/16